# Ángel Liberal Lucini
Ángel Liberal Lucini (Barcelona, 19 de setembre de 1921 - Madrid, 2 d'octubre de 2006) va ser un militar català, almirall de l'Armada Espanyola, que va ocupar el càrrec de subsecretari de Defensa amb el govern d'Adolfo Suárez i el ministeri de Manuel Gutiérrez Mellado, va ser el primer Cap de l'Estat Major de la Defensa nomenat pel primer govern de Felipe González, va ocupar a més diverses destinacions diplomàtiques i va dirigir l'Escola Naval Militar.
Nascut a una família de llarga tradició a l'exèrcit, el seu pare, Ángel Liberal, fou comandant adjunt al general Nicolás Molero Lobo a Valladolid en temps de la revolta militar que va donar inici a la Guerra Civil Espanyola el 1936. Lleial al govern de la Segona República Espanyola, va ser el primer militar assassinat a Valladolid pels revoltats en oposar-se a les forces del general Saliquet el matí del 18 de juliol. Mesos abans de morir el seu pare, ja li havia parlat del seu desig d'incorporar-se a l'Escola Naval, degut a la fascinació pels bucs que junts veien atracats al port de Barcelona a la seva infància. Va ingressar el 1938, el 1944 va ser destinat al seu primer vaixell i amb 53 anys ja era contraalmirall; 1982 va arribar a almirall. Fou diplomat en Guerra Naval, va ser sotsdirector de l'Escola de Guerra i capità general de la Zona Marítima de l'Estret (1983).
Va ocupar diversos llocs de responsabilitat a l'administració de la defensa: agregat naval a l'Ambaixada d'Espanya a Washington, als Estats Units, cap de gabinet del ministre de Marina Pedro Nieto Antúnez, secretari general de la Marina i d'Assumptes Econòmics de Defensa. Manuel Gutiérrez Mellado el va proposar el 1977 com a sotssecretari de Política de la Defensa en el gabinet Suárez. Durant el cop d'estat del 23 de febrer el 1981, va formar part de l'anomenat govern de Subsecretaris format pel rei Juan Carlos I amb Francisco Laína al capdavant, mentre el gabinet es trobava segrestat al Congrés. Gutiérrez Mellado destacà d'ell el seu compromís amb la legalitat durant el cop d'estat i la seva aportació en la preparació dels acords amb els Estats Units. Durant el primer govern de Felipe González i la culminació del nou esquema del ministeri de Defensa, va ser el primer Cap de l'Estat Major de la Defensa (1984), càrrec en el qual va romandre fins al 1986, quan va ser substituir pel tinent general Gonzalo Puigcerver Romá. Durant aquest període també va presidir el Comitè Militar de l'OTAN (1984-1985).
Considerat un militar de caràcter sec, enèrgic i exigent, era un convençut de la necessitat de la incorporació d'Espanya a l'OTAN i oposat a la neutralitat, mantenia que les Forces Armades havien de fer «missions de pau, més que de guerra», i va ser crític amb la professionalització de l'exèrcit. Després de passar a la reserva el 1985, va ser triat el 1996 membre del Consell d'Estat.